# Fonters-du-Razès
Fonters-du-Razès é uma comuna francesa na região administrativa de Occitânia, no departamento de Aude. Estende-se por uma área de 12,15 km². Em 2010 a comuna tinha 80 habitantes (densidade: 6,6 hab./km²).